# فيونا ألبرت
فيونا ألبرت (بالإنجليزية: Fiona Albert)‏ هي مجدفة أسترالية، ولدت في 12 ديسمبر 1990 في بيتسبرغ في الولايات المتحدة.

## وصلات خارجية
- فيونا ألبرت على موقع الاتحاد الدولي للتجديف (الإنجليزية)
- فيونا ألبرت على موقع اللجنة الأولمبية الدولية (الإنجليزية)
- فيونا ألبرت على موقع أوليمبيديا (الإنجليزية)
- فيونا ألبرت على موقع اللجنة الأولمبية الأسترالية (الإنجليزية)